# NGC 1023A
NGC 1023A је галаксија у сазвежђу Персеј која се налази на NGC листи објеката дубоког неба.
Деклинација објекта је + 39° 3' 37" а ректасцензија 2h 40m 36,9s. Привидна величина (магнитуда) објекта NGC 1023 износи 13,6 а фотографска магнитуда 14,2. NGC 1023A је још познат и под ознакама ARP 135, PGC 10139.